# جواد إقبال (قاضي)
جواد إقبال (‎ 5 تشرين الأول 1924 - 3 تشرين الأول 2015) كان فيلسوفًا باكستانيًا وقاضيًا كبيرًا [الإنجليزية] في المحكمة العليا الباكستانية. كان معروفًا دوليًا بمنشوراته المشهود لها في فلسفة القانون والفلسفة الإسلامية الحديثة [الإنجليزية] في المجلات الدولية والوطنية. 
كان ابن الشاعر والفيلسوف محمد إقبال، الذي ألهم الحركة الباكستانية. ألف جواد العديد من الكتب حول الحركة القومية والأيديولوجية السياسية في باكستان. وبعيدًا عن الفلسفة، كان لجواد مسيرة مهنية مثمرة في القضاء الباكستاني وكان رئيسًا سابقًا لمحكمة لاهور العليا [الإنجليزية] قبل ترقيته إلى المحكمة العليا . 

## الجوائز والتقدير
- هلال الامتياز من رئيس باكستان في عام 2004. [3]

## الوفاة والإرث
توفي جواد إقبال في 3 تشرين الأول 2015 عن عمر يناهز 90 عامًا. كان يتلقى العلاج من السرطان في مستشفى شوكت خانوم التذكاري للسرطان ومركز الأبحاث [الإنجليزية] في لاهور. ومن بين الناجين أرملته نصيرة إقبال [الإنجليزية] وولديه وليد إقبال [الإنجليزية] ومنيب إقبال. 
حضر جنازة جواد إقبال في مقبرة حضرة إيشان [الإنجليزية] في باغبانبورا [الإنجليزية]، بلاهور، العديد من كبار الشخصيات الباكستانية بما في ذلك تشودري نثار علي خان، رئيس قضاة باكستان [الإنجليزية] أنور ظهير جمالي [الإنجليزية]، الرئيس الباكستاني السابق محمد رفيق طرار، وقاضي المحكمة العليا السابق خليل الرحمن رامداي [الإنجليزية].

## الأعمال
تتضمن منشورات جواد ما يلي:
- أيديولوجية باكستان (1959) [3]
- تأملات ضالة: دفتر ملاحظات إقبال (1961)
- إرث قائد أعظم (1968، نُشر باللغتين الإنجليزية والأردية) [2]
- ماي لالا فام (1968، مجموعة أوراق عن إقبال، باللغة الأردية)
- زندا رود [الإنجليزية] (1984، سيرة إقبال في ثلاثة مجلدات، باللغة الأردية)
- أفكار إقبال (1994، تفسير فكر إقبال) [2]
- باكستان والحركة الليبرالية الإسلامية (1994).
- جهان جواد : دارامي، أفساني، مقالي
- الإسلام وهوية باكستان
- مفهوم الدولة في الإسلام : إعادة التقييم [2]
- أبنا جريبان تشاك (سيرة ذاتية) (2002) [2]
- خطبة إقبال

كتب عن جواد إقبال:
- الحياة بعد إقبال (2016، دار نشر فاست برينت، المملكة المتحدة، تأليف سابينا خان) .